# Symmachia titiana
Espèce
Symmachia titiana est un insecte lépidoptère appartenant à la famille  des Riodinidae et au genre Symmachia.

## Taxonomie
Symmachia titiana a été décrit par William Chapman Hewitson en 1870.

## Description
Symmachia titiana est un petit papillon (d'une envergure  de 22 mm à 25 mm) à l'angle anal des ailes postérieures pointus. Les deux faces sont jaune orangé avec une bordure marron. Aux ailes antérieures cette bordure va de l'angle externe à l'apex puis la moitié du bord costal et se continue vers le centre de l'aile jusqu'à e4. La bordure couvre aussi depuis la base du bord costal puis bifurque, séparée de la précédente par une large portion jaune, et rejoint le bord interne.

## Écologie et distribution
Symmachia titiana est présent en Équateur.

### Protection
Pas de statut de protection particulier.